# قاچاق انسان در کره شمالی
قاچاق انسان در کره شمالی (انگلیسی: Human trafficking in North Korea) برای کار اجباری یا روسپیگری اجباری در چندین کشور صورت می‌گیرد.

## انواع قاچاق انسان

### زنان و دختران
سرانجام قاچاق زنان کره‌ای و دختران در چین اکثراً ازدواج اجباری یا فحشا است. زنان و دختران کره شمالی، اغلب با کمک یک واسطه، به دنبال غذا، کار، آزادی و چشم‌انداز زندگی بهتر به چین می‌روند. شبکه‌های قاچاق کره‌ای، چینی و کره شمالی (معمولاً مردان) در امتداد مرز چین و کرهٔ شمالی فعالیت می‌کنند، مرزبانان چینی و کره شمالی برای استخدام زنان برای ازدواج یا فحشا در چین با هم همکاری می‌کنند.
زنان کره‌شمالی اغلب در میان بسیاری از دلالان که در قاچاق مواد مخدر دست دارند، دست بدست می‌شوند. در برخی موارد، دوستان، همسایگان و آشنایان روستایی آن‌ها را به قاچاقچیان تحویل می‌دهند. برخی از زنان آسیب‌پذیر کره‌شمالی که خودشان راه می‌افتند که به چین بروند به دام می‌افتند، و به مصرف‌کننده مواد مخدر تبدیل می‌شوند یا بمحض رسیدن توسط قاچاقچیان ربوده می‌شوند.
به برخی از زنان پیشنهاد شغل داده می‌شود، اما بعد از آن از طریق ازدواجهای اجباری با مردان چینی، که اغلب کره‌ای‌تبار هستند، به روسپیگری اجباری در فاحشه‌خانه‌ها یا در صنعت جنسی در اینترنت بکار گرفته می‌شوند. در دهه ۱۹۹۰، قیمت‌ها برای زنان سنین مختلف در حدود ۳۰۰۰ دلار برای هر کودک یا زن بود. در سال ۲۰۱۴، قیمتها شدیداً تنزل پیدا کرد و به ۲۰۰ دلار برای هر نفر رسید.

### کار اجباری
در کره شمالی، کار اجباری بخشی از یک نظام جا افتاده مبتنی بر سرکوب سیاسی است. مردم کره شمالی کارهایی را که انجام می‌دهند، خود انتخاب نکرده‌اند و آزادی و اختیار تغییر شغل را ندارند، این دولت است که تصمیم می‌گیرد که هر شهروندی چه شغلی داشته باشد. از ماه آوریل تا ماه سپتامبر سال ۲۰۰۹، دولت یک مبارزه ۱۵۰ روزه برای تقویت اقتصاد را آغاز کرد، و این برنامه نیاز به افزایش ساعت کار داشت و اجرای برنامه‌های تحمیلی توسط دولت با کار در راه‌سازی و ساختمان سازی شروع شد.
کشور بلافاصله پس از ابتکار «نبرد ۱۵۰ روزه» یک کمپین «بسیج نیروی کار» دومین «نبرد ۱۰۰ روزه» را آغاز کرد.
دولت کره‌شمالی، کشور را به اردوگاه‌های زندانیان و کار اجباری تبدیل کرده است. حدود ۱۵۰۰۰۰ نفر تا دویست هزار نفر در اردوگاه‌های بازداشت شدگان در مناطق دور افتاده کشور نگهداری می‌شوند. بسیاری از این زندانیان هنوز به جرم جنایی محکوم نشده‌اند. در اردوگاه‌های زندان، همه زندانیان از جمله کودکان در معرض کار اجباری، از جمله قطع درختان، کار در معادن و کشاورزی برای ساعت‌های طولانی تحت شرایط سخت قرار دارند. گزارشها حاکی از آن است که زندانیان سیاسی با شرایط سخت، از جمله مواد غذایی کم، مراقبت‌های ناقص بهداشتی و مجازات‌های وحشیانه مواجه هستند. بسیاری از آن‌ها انتظار زنده ماندن را ندارند. بسیاری از زندانیان به دلیل شرایط سخت کار، غذای ناکافی، کتک خوردن، کمبود مراقبت‌های پزشکی و شرایط غیربهداشتی بیمار یا کشته می‌شوند.

### اعزام به خارج
دولت کره شمالی کارگران را طبق قراردادهای دوجانبه با دولت‌های خارجی از جمله با روسیه، کشورهای آفریقا، اروپای مرکزی و شرقی، شرق و جنوب شرقی آسیا، از جمله مغولستان و خاور میانه استخدام می‌کند. گزارش‌های معتبر وجود دارد مبنی بر اینکه بسیاری از کارگران کره شمالی که تحت این قراردادها به خارج فرستاده می‌شوند به کار اجباری اعزام می‌شوند، و تحرکات و ارتباطات آنها به‌طور مداوم توسط جاسوسان دولت کره‌شمالی تحت مراقبت هستند.

## اقدامات دولت
دولت کره‌شمالی به‌طور کامل با حداقل استانداردها برای حذف قاچاق موافق نیست و تلاش‌های چشمگیری برای انجام این کار انجام نمی‌دهد. دولت صراحتاً انکار کرده است که قاچاق انسان یک مشکل است. مقامات بین قاچاق و دیگر اشکال عبور غیرقانونی از مرز تمایز قائل نمی‌شوند و قربانیان به دلیل نقض قوانین مهاجرت مجازات می‌شوند.
دولت از طریق محدودیت‌های شدید مهاجرت و از طریق اردوگاه‌های کار اجباری خود به مشکل قاچاق انسان کمک می‌کند.